# Pierre-Marie-François Lalouyer
Pierre-Marie-François Lalouyer, né le 12 mars 1850 à Acigné dans le diocèse de Rennes et mort le 17 février 1923 à Kirin en Mandchourie, est un missionnaire français qui fut évêque en Mandchourie.

## Biographie

### Prêtre
Pierre Lalouyer poursuit ses études secondaires à l'Institution Saint-Martin de Rennes, dirigée par les eudistes, puis entre au grand séminaire de Rennes et ensuite, le 4 septembre 1871, au séminaire des Missions étrangères de Paris, où il reçoit l'ordination sacerdotale le 7 juin 1873. Il est destiné au vicariat apostolique de Mandchourie et embarque le 16 juillet 1873.
Il arrive à Newchwang en octobre 1873 et est envoyé quelques jours plus tard à Yang-Koan par le P. Joseph Boyer, supérieur de la mission pendant le voyage en France de Mgr Verrolles, afin de commencer son apprentissage de la langue.
En 1874, M. Boyer le nomme professeur au séminaire de Moukden où il demeure jusqu'en 1878  pour diriger le district de Siao-hei-chan, puis en 1880 la paroisse de Moukden. En 1886, il est nommé à Lien-chan au bord du rivage occidental du golfe du Liaodong, district de 722 chrétiens répartis en 12 stations. En juillet 1889, le nouveau vicaire apostolique Mgr Guillon, le nomme recteur du séminaire de Chaling qui comprend alors 28 élèves; il y demeure jusqu'en juillet 1897 faisant croître les effectifs.

### Évêque
Le 24 juillet 1897, le Saint-Siège nomme Pierre-Marie Lalouyer à la demande des Missions étrangères évêque coadjuteur de Mgr Guillon avec le titre d'évêque in partibus de Raphanée (de). Il est sacré à Siao-pa-kia-tze, le 19 décembre 1897 , devant une grande assistance. Il prend son poste à Kirin, (aujourd'hui Jilin), ville de plus de cent mille habitants, le 24 décembre 1897, où il achète en 1898 un enclos dans le faubourg de l'est de la ville pour construire sa mission. Les catholiques se comptent alors sur les doigts d'une main.
En mai 1898, le vicariat de Mandchourie est divisé en celui de Mandchourie-Septentrionale, comprenant les provinces de Kirin et de Hei-loung-kiang, (Tsi-tsi-kar) dont il prend la tête, et celui de Mandchourie-Méridionale. Il fonde tout de suite un petit séminaire à Siao-pa-kia-tze , transféré en 1915 à Kirin et s'attache particulièrement à la formation des grands séminaristes jusqu'à la fin de sa vie. 
La sanglante révolte des Boxers s'étend en Mandchourie en juin 1900 et Mgr Lalouyer est obligé de fuir la ville pour Sia-pa-kia-tse . Mgr Guillon est assassiné le 2 juillet à Moukden avec le P. Noël-Marie Émonet, un prêtre chinois et deux religieuses ainsi que deux cents catholiques. Le 11 juillet suivant, Mgr Lalouyer, avec un groupe de missionnaires, décide de se réfugier en chariot dans la concession russe de Kouan-tcheng-tse gardée par les cosaques (où les Missions étrangères de Paris tenaient un poste), dont les étrangers allaient se replier à Harbin. Les autorités russes ordonnent à tous les réfugiés qui avaient rejoint la ville de partir par le fleuve Soungari vers la frontière sibérienne, car les trains ne fonctionnent plus à cause des émeutes. Les missionnaires arrivent à Khabarovsk, puis partent pour le port de Vladivostok où ils s'embarquent en direction du Japon. Mgr Lalouyer est accueilli à Nagasaki par Mgr Jules Cousin. Au bout de quelques mois, les troubles ayant cessé, il peut rejoindre Shanghai, puis la procure de Newchwang en Mandchourie-Méridionale.

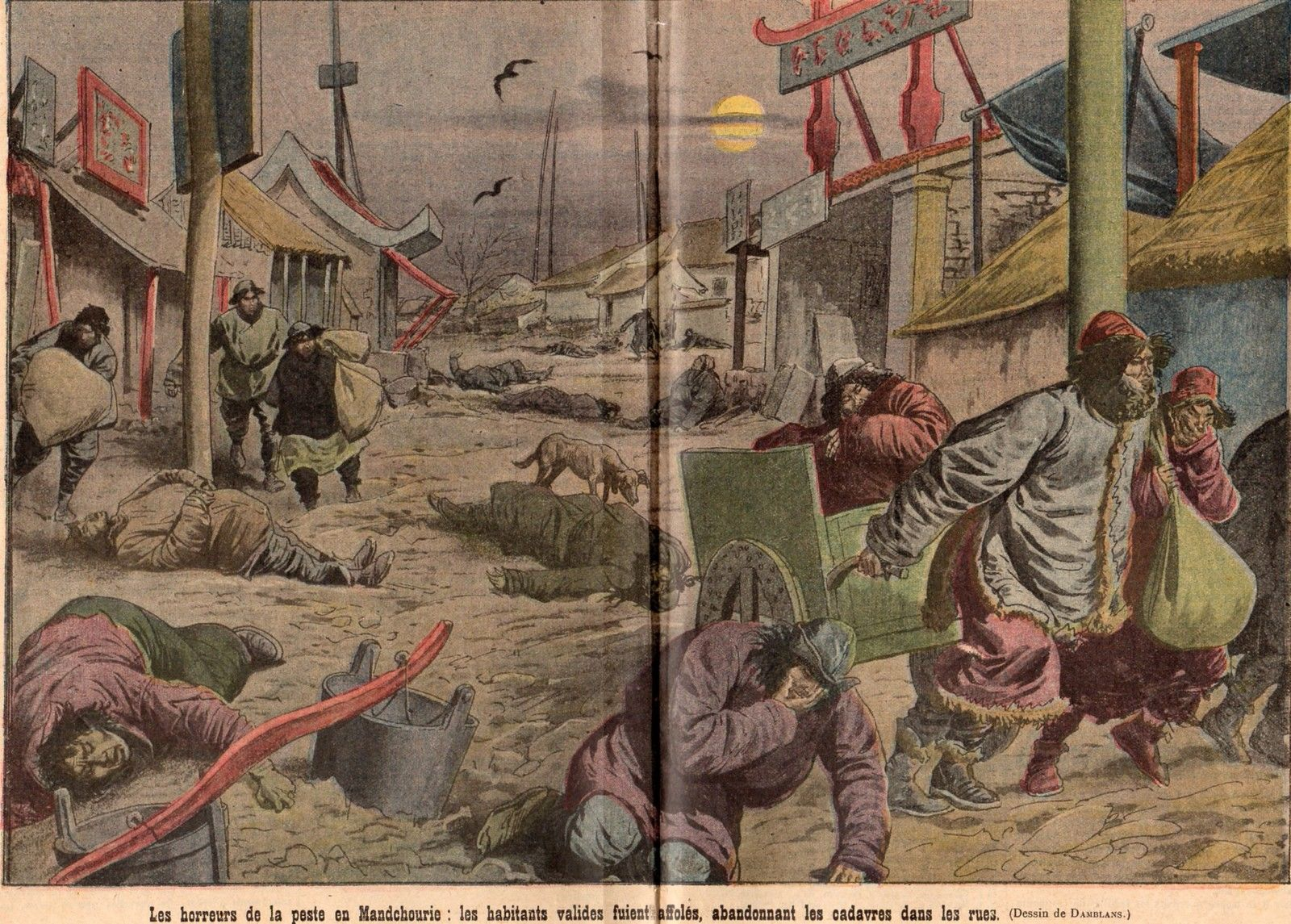
Épidémie de peste de 1911 en Mandchourie.

Le 2 janvier 1901, Mgr Lalouyer et cinq missionnaires prennent le train du chemin de fer russe et arrivent le 16 janvier au poste de mission de Kouan-tcheng-tse, totalement en ruines, puis regagnent Kirin dont la mission est également détruite. Il fallut tout reconstruire à Kirin et dans les petites chrétientés de la province. En 1903, la nouvelle cathédrale du Sacré-Cœur est bénie et le premier prêtre autochtone de la mission est ordonné, Stanislas Taï, âgé de 35 ans. L'année 1904 voit la fondation de nouveaux postes, fondés par des paysans catholiques sur les hauts plateaux arrosés par la rivière T'ongk'en, près de la nouvelle ville de T'ongk'en. Il passa les années suivantes à consolider les études du grand séminaire, à bénir de nouvelles églises, mais il dut aussi affronter l'épidémie de peste qui frappa les provinces de Kirin et de Tsi-tsi-kar entre novembre 1910 et la mi-mars 1911, alors que la Chine impériale s'écroulait et que la révolution faisait rage. 
Mgr Lalouyer accueillit dans son vicariat les religieuses franciscaines missionnaires de Marie pour l'aider dans ses œuvres hospitalières. Elles ouvrirent d'abord un  hôpital à Harbin, puis des écoles. En 1910, il y avait dans le vicariat 25 prêtres missionnaires et 8 prêtres autochtones; 19 350 fidèles ; 21 églises et 66 chapelles ; 74 écoles de garçons et 49 écoles de filles; 9 orphelinats ; 135 religieuses autochtones. Une grande partie de ses prêtres missionnaires durent partir pour la mobilisation de 1914. Sentant ses forces diminuer, il eut comme coadjuteur Auguste Gaspais (Breton comme lui); mais au début de février 1923, à la veille de célébrer ses noces d'or sacerdotales et le jubilé du vicariat apostolique, son état de santé empira et il rendit son âme à Dieu le 17 février 1923.
Mgr Gaspais célébra les funérailles et il fut inhumé dans la cathédrale de Kirin.

## Bibliographie

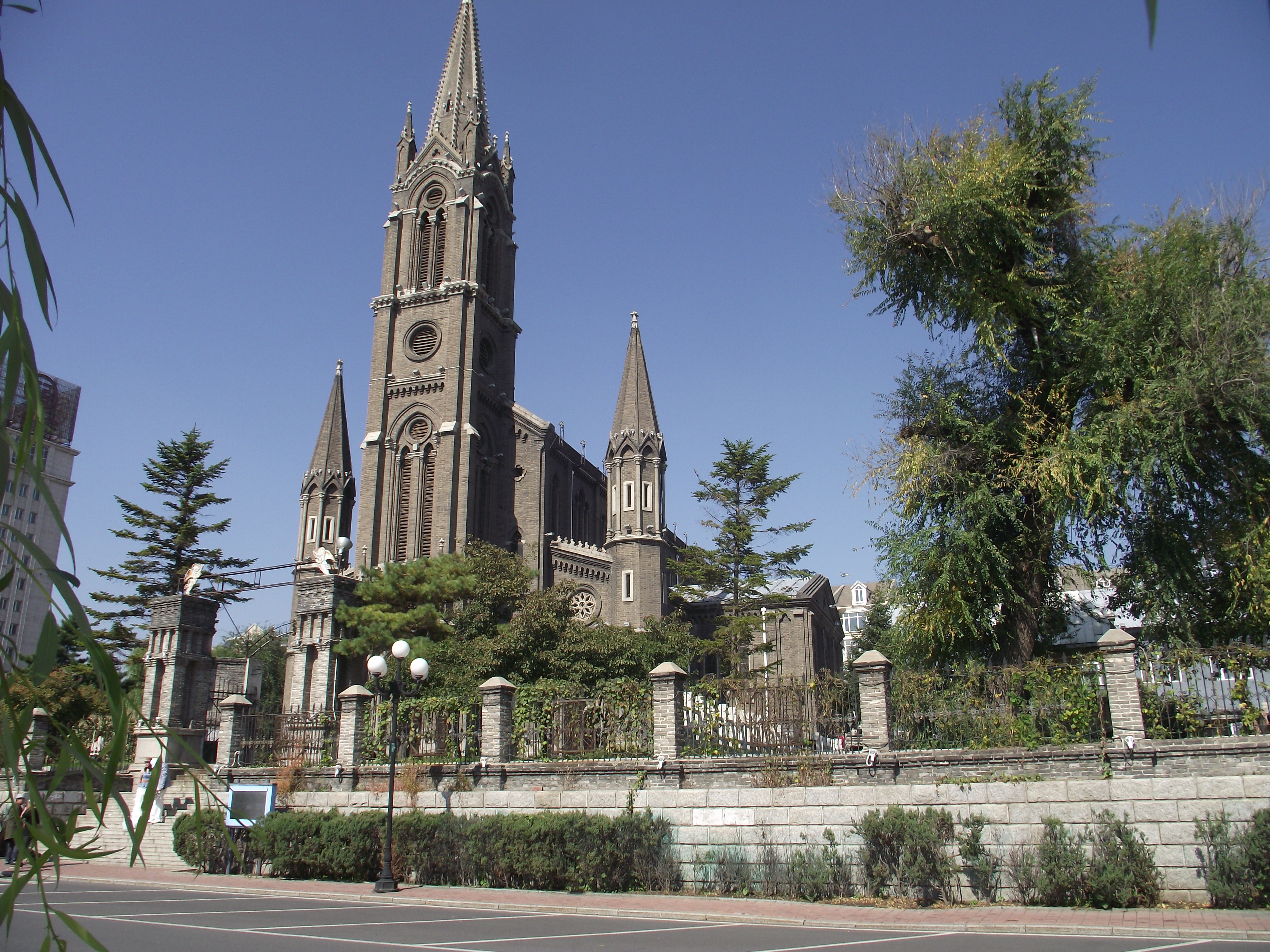
Cathédrale de Kirin (Jilin aujourd'hui).